# Zaręby Kościelne (gmina)
Zaręby Kościelne (daw. gmina Zaremby lub Zaręby) – gmina wiejska w województwie mazowieckim, w powiecie ostrowskim. Siedziba gminy to Zaręby Kościelne.
Według danych z 31 grudnia 2009 roku gmina miała 3820 mieszkańców.

## Położenie
Według danych z 1 stycznia 2010 powierzchnia gminy wynosiła 88,73 km². Gmina stanowi 7,26% powierzchni powiatu.
W latach 1975–1998 gmina położona była w województwie łomżyńskim.
Według danych z roku 2002 gmina Zaręby Kościelne ma obszar 88,9 km², w tym:
- użytki rolne: 74%
- użytki leśne: 18%

## Sąsiednie gminy
Andrzejewo, Ceranów, Małkinia Górna, Nur, Ostrów Mazowiecka, Szulborze Wielkie

## Demografia

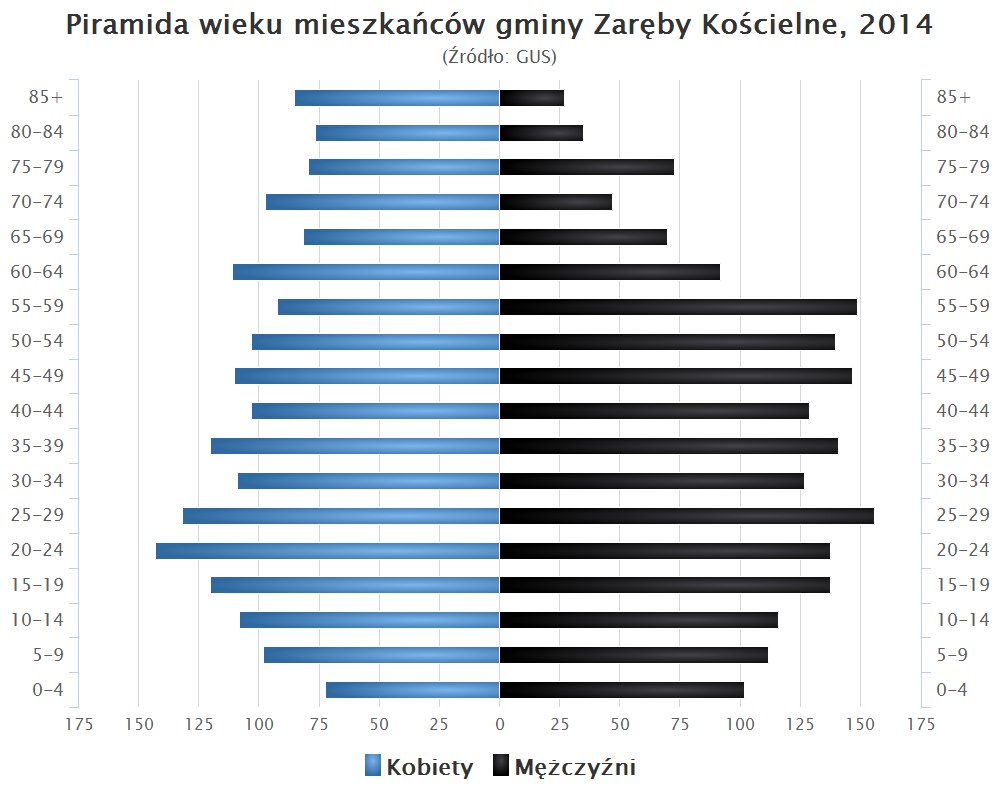
Piramida wieku mieszkańców gminy Zaręby Kościelne w 2014 roku

Dane z 30 czerwca 2004:
| Opis                              | Ogółem | Ogółem | Kobiety | Kobiety | Mężczyźni | Mężczyźni |
| --------------------------------- | ------ | ------ | ------- | ------- | --------- | --------- |
| jednostka                         | osób   | %      | osób    | %       | osób      | %         |
| populacja                         | 3888   | 100    | 1878    | 48,3    | 2010      | 51,7      |
| gęstość zaludnienia (mieszk./km²) | 43,7   | 43,7   | 21,1    | 21,1    | 22,6      | 22,6      |

## Sołectwa
Budziszewo, Chmielewo, Gaczkowo, Gąsiorowo, (Grabowo, Świerże-Kolonia), Kępiste-Borowe, Kietlanka, Kosuty, (Niemiry, Stara Złotoria, Kańkowo-Piecki), Nienałty-Brewki, Nienałty-Szymany, Nowa Złotoria, Pętkowo Wielkie, Pułazie, Rawy-Gaczkowo, Rostki-Daćbogi, Skłody-Stachy, Skłody Średnie, (Świerże-Kończany, Świerże Zielone, Skłody-Piotrowice), (Świerże-Panki, Świerże-Kiełcze), Uścianek Wielki, Zakrzewo-Kopijki, Zakrzewo Wielkie, Zaręby Kościelne, Zaręby Leśne, Zgleczewo Panieńskie, Zgleczewo Szlacheckie.